# دودمان گلوکسبورگ

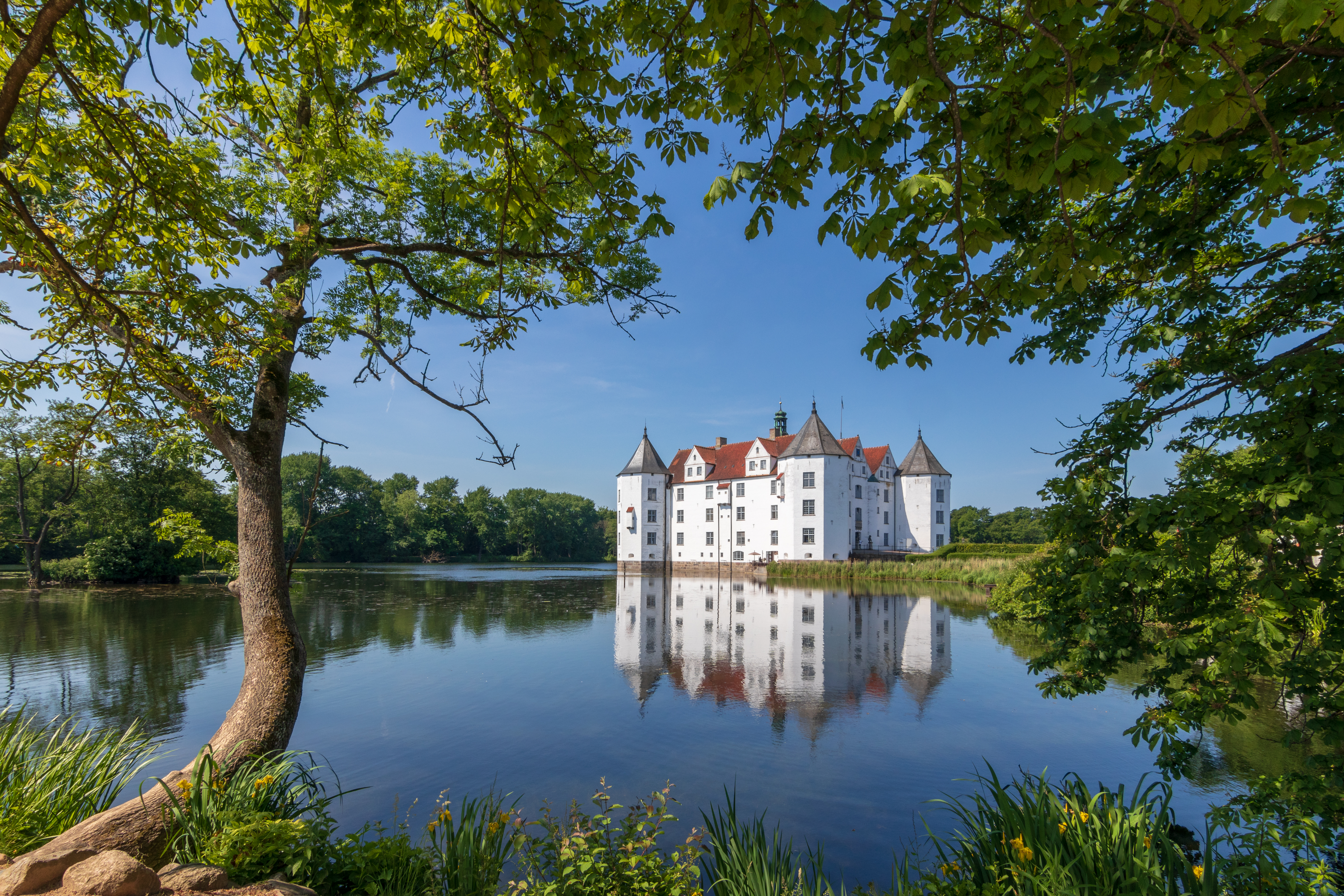
نگاره‌ای از قلعه گلوکسبورگ در شهر گلوکسبورگ. این کاخ با معماری رنسانس در ایالت شلسویگ-هولشتاین در کشور آلمان واقع شده‌است. این کاخ درگذشته متعلق به دودمان گلوکسبورگ بود.

دودمان گلوکسبورگ (به دانمارکی: Huset Glücksborg) (به آلمانی: Haus Glücksburg) با نام کامل شولسویگ هولشتاین سوندربورگ گلوکسبورگ (به دانمارکی: Slesvig-Holsten-Sønderborg-Lyksborg) دودمان اشرافی دانمارکی-آلمانی است.
خاندان گلوکسبورگ (همچنین "گلوکزبورگ" یا "لیکسبورگ" نوشته می‌شود) که از "خاندان شلسویگ-هولشتاین-سوندربورگ-گلوکزبورگ" جدا شده است، یک شاخه فرعی از خاندان آلمانی اولدنبورگ اعضای آن در زمان‌های مختلف در دانمارک، نروژ، سوئد، یونان، چندین ایالت شمالی آلمان و بریتانیا سلطنت کرده‌اند.
ملکه مارگرته دوم، پادشاه هارالد پنجم، پادشاه نروژ، پادشاه سابق یونان کنستانتین دوم و همسرش ملکه آن ماری یونان، ملکه سوفیا اسپانیا و چارلز سوم، پادشاه بریتانیا اعضای شاخه‌های فرعی خاندان گلوکسبورگ هستند.